# 375
375 (CCCLXXV) je bilo navadno leto, ki se je po julijanskem koledarju začelo na četrtek.

## Dogodki
- 1. januar

## Smrti
- Valentinijan I., 65. cesar Rimskega cesarstva (* 321)